# Gerhard Purann
Gerhard Purann (ur. w 1918 w Berlinie - zm. ok. 1944) – niemiecki kolarz torowy, brązowy medalista mistrzostw świata.

## Kariera
Największy sukces w karierze Gerhard Purann osiągnął w 1939 roku, kiedy zdobył brązowy medal w sprincie indywidualnym amatorów podczas mistrzostw świata w Mediolanie. W zawodach tych wyprzedzili go jedynie Holender Jan Derksen oraz Włoch Italo Astolfi. Był to jedyny medal wywalczony przez Puranna na międzynarodowej imprezie tej rangi. Zdobył ponadto trzy medale torowych mistrzostw III Rzeszy, w tym złoty w sprincie w 1939 roku. Nigdy nie wystartował na igrzyskach olimpijskich. Karierę Puranna przerwała II wojna światowa – jako żołnierz Wehrmachtu zginął prawdopodobnie około 1944 roku.